# 百力滋

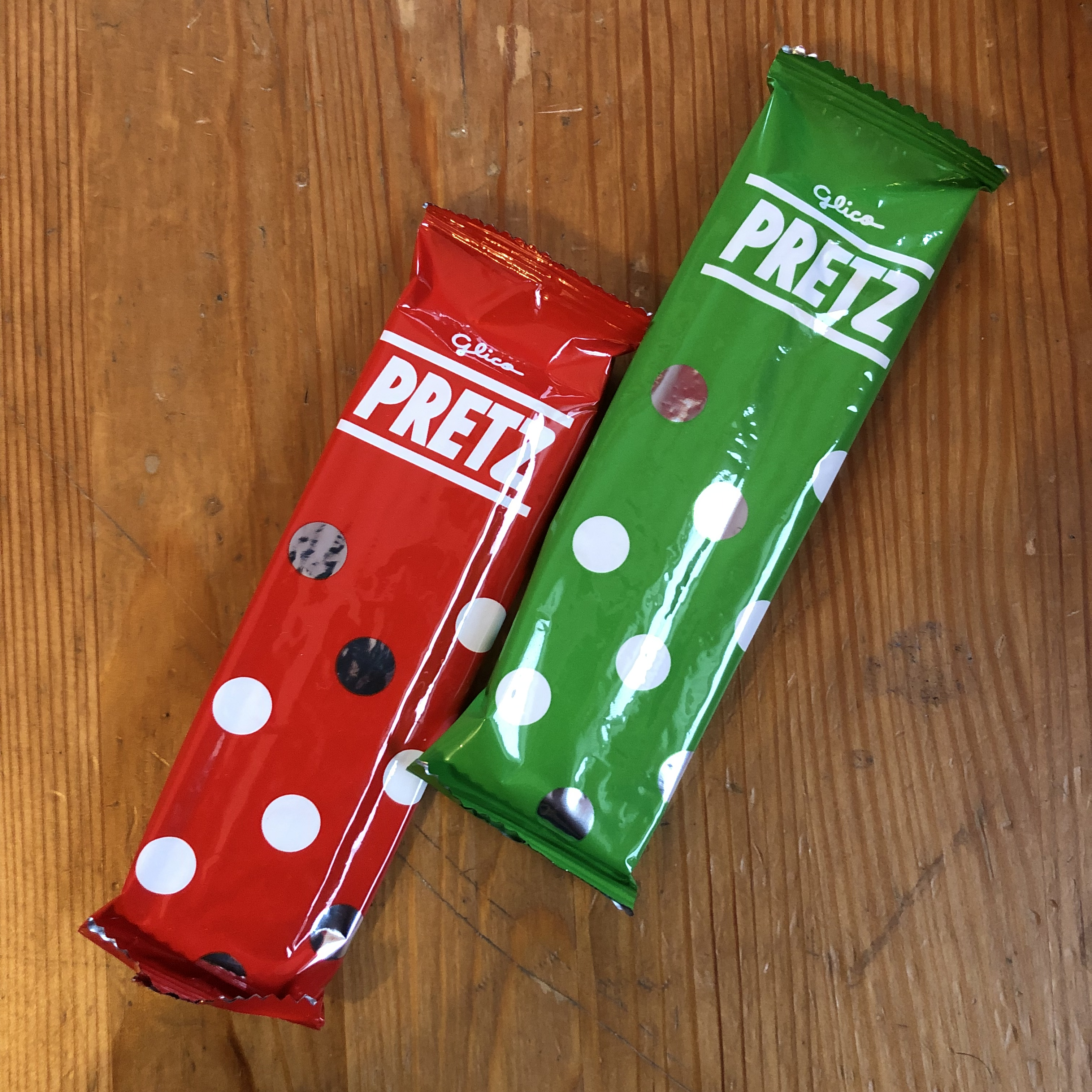
燒烤及沙拉口味百力滋。

百力滋（プリッツ）是一種由江崎格力高株式會社製造的日本小食。為棒狀而質地類似椒鹽卷餅而得名，但百力滋並不像其他流行的棒狀小食Pocky，百力滋沒有那麼高的糖分。受歡迎的口味包括沙拉、燒烤（其實是由牛油、蜜糖和咖啡組成的口味）、番茄、芥末、粟米、比薩、牛油、蜜瓜與可可口味。在其他國家及地区還可找到特別口味，如夏威夷的菠蘿口味、加拿大的楓口味、香港的鮑魚口味、上海的大闸蟹口味、日本的抹茶口味⋯⋯等等。

## 廣告演出者

### 現在
- 高畑充希（素材派百力滋）
- 綾瀨遙（素材派百力滋）
- 上地雄輔（素材派百力滋）

### 過去
- 小泉今日子（1982年）
- 坂上香織（1987年 - 1988年）
- 和久井映見（2002年）
- 松浦亞彌（2002年 - 2006年）

## 外部連結
- Glico PRETZ （页面存档备份，存于）